# 延応
延応（、旧字体：延󠄂應）は、日本の元号の一つ。暦仁の後、仁治の前。1239年から1240年までの期間を指す。この時代の天皇は四条天皇。鎌倉幕府将軍は藤原頼経、執権は北条泰時。

## 改元
- 暦仁2年2月7日（ユリウス暦1239年3月13日）：天変や地震により改元。
- 延応2年7月16日（ユリウス暦1240年8月5日）：仁治に改元。

## 延応期におきた出来事
元年
- 2月22日：後鳥羽上皇、配所の隠岐で崩御。

## 西暦との対照表
※は小の月を示す。
| 延応元年（己亥） | 一月※     | 二月  | 三月※ | 四月  | 五月※ | 六月※ | 七月  | 八月※ | 九月 | 十月※ | 十一月 | 十二月 |           |
| ---------------- | --------- | ----- | ----- | ----- | ----- | ----- | ----- | ----- | ---- | ----- | ------ | ------ | --------- |
| ユリウス暦       | 1239/2/6  | 3/7   | 4/6   | 5/5   | 6/4   | 7/3   | 8/1   | 8/31  | 9/29 | 10/29 | 11/27  | 12/27  |           |
| 延応二年（庚子） | 一月      | 二月※ | 三月  | 四月※ | 五月  | 六月※ | 七月※ | 八月※ | 九月 | 十月※ | 閏十月 | 十一月 | 十二月    |
| ユリウス暦       | 1240/1/26 | 2/25  | 3/25  | 4/24  | 5/23  | 6/22  | 7/21  | 8/19  | 9/17 | 10/17 | 11/15  | 12/15  | 1241/1/14 |